# Meine italienische Reise
Meine italienische Reise ist ein persönlicher Dokumentarfilm von Martin Scorsese aus dem Jahr 1999. Der Film ist eine Reise durch die italienische Kinogeschichte, in der die für Scorsese einflussreichen Filme und insbesondere die Zeit des italienischen Neorealismus behandelt werden.

## Inhalt
Die Filme von Roberto Rossellini machen die Hälfte der im gesamten Dokumentarfilm besprochenen Filme aus und behandeln seinen bahnbrechenden Einfluss auf das italienische Kino und die Filmgeschichte. Weitere Regisseure, die erwähnt werden, sind Vittorio De Sica, Luchino Visconti, Federico Fellini und Michelangelo Antonioni.
Er wurde 1999 mit einer Länge von 240 Minuten veröffentlicht. Zwei Jahre später wurde er bei den Filmfestspielen von Cannes 2001 außerhalb des Wettbewerbs gezeigt.

## Erwähnte Filme
- Rom, offene Stadt (1945)
- Paisà (1946)
- 1860 (1934)
- Fabiola (1949)
- The Iron Crown (1941)
- Cabiria (1914)
- Die Erde bebt (1948)
- Fahrraddiebe (1948)
- Fantasia sottomarina (1940)
- Liebe ist stärker (1954)
- La Prise de pouvoir par Louis XIV (1966)
- Deutschland im Jahre Null (1947)
- Amore (1948)
- Stromboli (1950)
- Franziskus, der Gaukler Gottes (1950)
- Europa '51 (1952)
- Gli uomini, che mascalzoni! (1932)
- Mister Max (1937)
- Schuhputzer (1946)
- Umberto D. (1952)
- Das Dach (1956)
- Und dennoch leben sie (1960)
- Der Garten der Finzi Contini (1970)
- Das Gold von Neapel (1954)
- Nachtasyl (1936)
- Besessenheit (1943)
- Giorni di Gloria (Days of Glory) (1945)
- Bellissima (1951)
- Sehnsucht (1954)
- Vitelloni (Die Müßiggänger) (1953)
- La Strada – Das Lied der Straße (1954)
- Die Nächte der Cabiria (1957)
- Das süße Leben (1960)
- Achteinhalb (1963)
- Scheidung auf italienisch (1961)
- Die mit der Liebe spielen (1960)
- Die Nacht (1961)
- Liebe 1962 (1962)